# Liliana Corobca

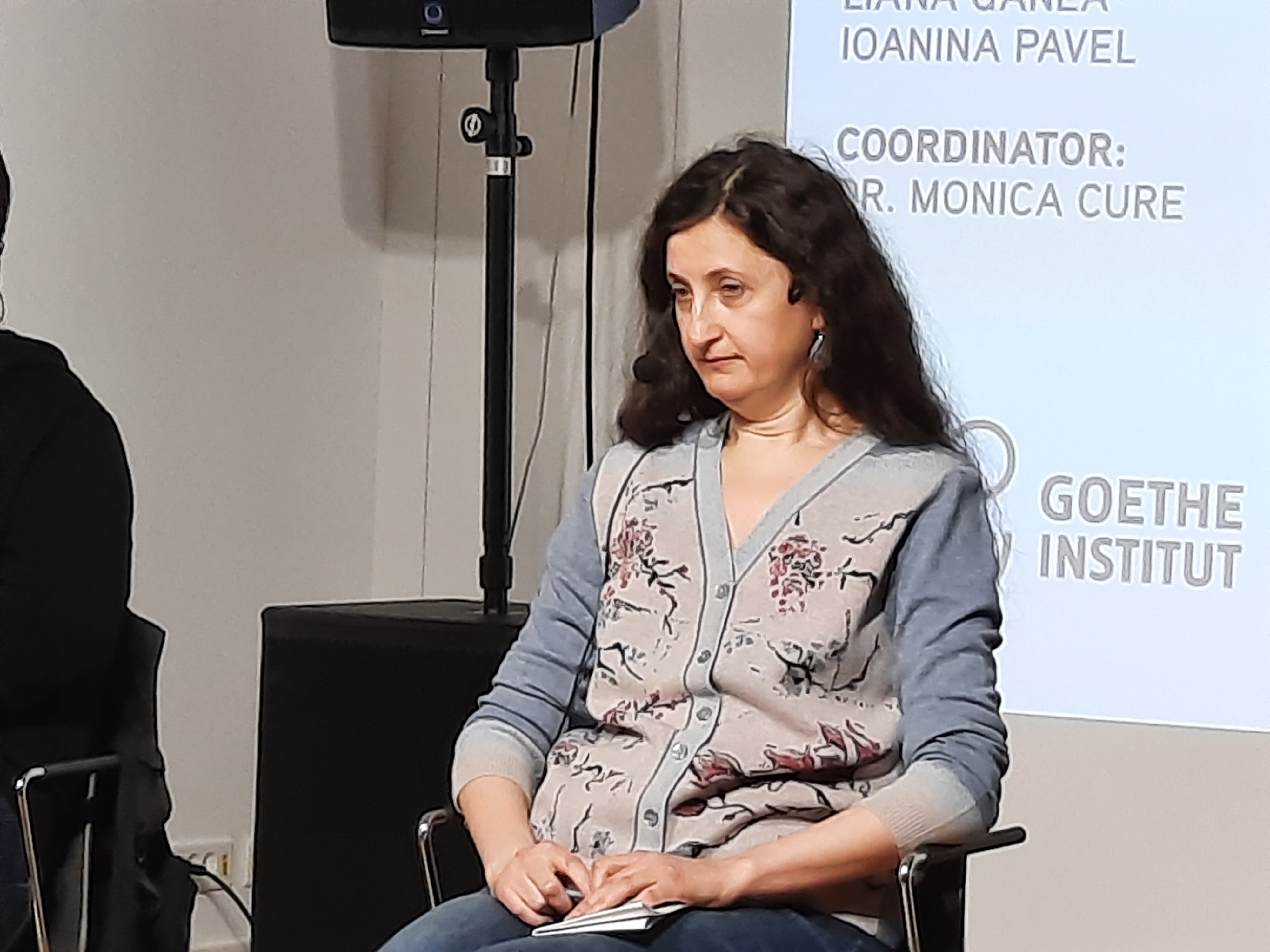
Liliana Corobca

Liliana Corobca (geboren 10. Oktober 1975 in Săseni, Rajon Călărași, Moldauische SSR) ist eine moldauisch-rumänische Literaturwissenschaftlerin und Schriftstellerin.

## Leben
Liliana Corobca studierte von 1992 bis 1997 Literaturwissenschaft an der Staatlichen Moldauischen Universität in Chișinău, sie setzte ihr Studium in Rumänien fort und wurde 2001 an der Universität Bukarest promoviert. Seit 2002 arbeitete sie am George-Calinescu-Institut für Literaturgeschichte und -theorie in Bukarest. Von 2004 bis 2007 unterrichtete sie an der Universität Ploiești rumänische Exilliteratur der Nachkriegszeit. Sie erhielt 2004 den Prometheus-Preis des moldauischen Schriftstellerverbands.

## Werke (Auswahl)
- Kinderland. Roman. Bukarest : Cartea Românească, 2013; Editura Polirom, 2024, ISBN 978-630-344-240-2
- Der erste Horizont meines Lebens : Roman. Übersetzung von Kinderland durch Ernest Wichner. Wien : Zsolnay, 2015
- Controlul cărții : : cenzura literaturii în regimul comunist din România. Bukarest : Cartea Românească, 2014
- Cenzura pentru începători.
- Die Zensur – für Anfänger: Monolog in drei Akten. Aus dem Rumän. von Gerhardt Csejka. Ottensheim/Donau : Ed. Thanhäuser, 2014
- Un an în paradis. Roman. Bukarest : Cartea Românească, 2005
- Ein Jahr im Paradies : Roman. Aus dem Rumän. von Ernest Wichner. Stuttgart : Merz & Solitude, 2011
- Mit Dumitru Covalciuc (Hrsg.): Golgota românească : mărturiile bucovinenilor deportați în Siberia. Bukarest : Editura Vestala, 2009
- (Hrsg.): Poezia Romaneasca Din Exil. Bukarest : Institutul Cultural Român, 2006
- Personajul în romanul românesc intebelic. Bukarest : Editura Universității din București, 2003
- Negrissimo. Chişinău : Arc, 2003